# محمية روسبيد
محمية روسبيد (بالإنجليزية: Rosebud Indian Reservation)‏ هي محمية هندية في جنوب دكوتا في الولايات المتحدة الأمريكية وهي البيت الأساسي لمنطقة اسمها سيغانغو أوياتا (قبيلة روسبيد سيوكس) وهي فرع من ناس لاكوتا ومعناها المترجم إلى الإنجليزية (Burnt thigh Nation)
تأسست محمية روسبيد الهندية بتاريخ 1889 بعد مشاركة أمريكا في جريت سيوكس رسيرفت (المحميات الكبرى). ولكنها نشأت في عام 1868 عن طريق عهدة فورت لارامي، وهذه غطت غرب النهر موجود على جنوب دكوتا (غرب نهر ميسوري) وأيضاً قسم من شمال نبراسكا وشرق مونتانا.
هذه المحمية تحتوي على جميع مقاطعة تود، جنوب دكوتا، وعلى جميع الأراضي المجاورة.

## الجغرافيا والسكان
محمية روسبيد الهندية موجودة في الجنوب المركزي من داكوتا ولكنها حالياً تعتبر من حدود مقاطعة تود، هي بلدة من جنوب دكوتا. ومع ذلك اويوتا لديها مجتمعات وأراضي وسكان على الأربع دول المتجاورة والتي كانوا يوماً من المهام ضمن قبيلة روسبيد سيوكس، الحدود هي تريب، ليمان، ميلييت، غريغوري، هؤلاء هم دول على كل جنوب دكوتا. دولة ميلييت لديها أراضي كثيرة (محميات) تضم 33.35 (أراضي) ولديها 40.23% سكان من سيغانغو أوياتي يعيشون فيها.
جميع أراضيها ومحمياتها تقريباً (5,103.214 كم2) وفيها سكان 10,469. المحمية الأساسية (مقاطعة تود) تقريباً 3,595.225 كم وعدد سكانها 9,050 نسمة. محمية روسبيد الهندية تحدها من الجنوب مقاطعة شيري، نبراسكا، من الغرب المحمية الهندية بين ريدج، من الشمال النهر الأبيض، ومن الشرق نهر ميسوري.
و عاصمة أوياتي وهي البلدة الفردية لروسبيد تأسست عندما كانت الوكالة الهندية سبتد تايل (و سميت بذلك بعد الحرب على القرن 19 عندما كان لاكوتا اسمها سينتي جليسكا) إلى بنوك روسبيد كريك قريباً من التقاءه مع النهر الأبيض. وكانت قديماً موجودة على شمال بنراسكا. وكانت أكبر مدينة للمحميات من ناحية المهمة وتتقاطع ما بين 18-83 من شوارع أمريكا.
مُهمِة المنطقة انتيلوب وهي واحدة من عدة قبائل مجتمعة تأسست في أواخر 1870. وكبرت بعد ذلك. ومن المدن المجاورة الكبرى المحميات هي سانت فرانسيس موجودة على جنوب روسبيد. وهي بيت مدرسة سانت فراسنيس الهندية مؤسسة كاثوليكية خاصة وتأسست كمدرسة مُهِمة. عدد سكان سانت فرانسيس حوالي 2000 نسمة وهي الأكبر كمدينة فردية من جنوب داكوتا بدون الطريق السريع للدولة.
محمية روسبيد الهندية لديها أكبر غابة اسمها بندرس بين موجودة من منطقة جريت بلينز شمالي بنراسكا وفيها العديد من الإنجيل. ووديان وتلال عميقة ومعها بعض البحيرات على أعماق الوديان.

## الاقتصاد والخدمات
قبيلة روسبيد سيوكس تملك وتشغل كازينو روسبيد الموجود في طريق الولايات المتحدة 83 على شمال حدود نبراسكا. وقريب منها بلازا للمحروقات، يحتوي فيها موقف للتراكات ومتجر. كهرباء هذا الكازينو عُمل عن طريق توربينات الرياح وهي واحدة من القبائل الأوائل الذين كان لديهم مولد كهرباء. في أوائل القرن 21 القبيلة بَنت تطور سكني جديد، قرية سيكانغو قريبة من الطريق السريع رقم 83 وهو قريب من الكازينو وخط الولاية.
. وكعدد من القبائل الأوائل في أمريكا الحكومة الروسبيدية قررت تشريع بيع الكحول في المحمية. وهذا القرار ساعدهم على استخدام المبيعات والضرائب والواردات من هذه الأمور وذلك لتحسين القبيلة. وهذا ينظم مباشرة استخدام الكحول لتقليل العنف.
عدد سكان قبيلة روسبيد سيوكس تقريباً حوالي 25 الف نسمة في 2005 وكانت تحكم من خلال الإدارة أوياتي. وايضاً كانت القبيلة من خلال وكالة روسبيد، مدرسة مقاطعة تود، ومدرسة سانت فرانسيس، ومدرسة ماريوسف الهندية الموجودة في كيمبرلين في جنوب داكوتا ومستشفى الخدمات الصحية الهندية.
أنشأو جامعة سينته جليسكا في المحمية. الجامعة القبلية سميت بعد حرب سيوكس في القرن التاسع عشر والتي حالياً اسمها سبتد تايل.
القبيلة قد عانت من ظروف صعبة جداً في مستشفى الخدمات الصحية الهندية لانها لم تلتزم بالقوانين الأساسية وفي 11/2015 الخدمات الفيدرالية الصحية تكلمت عن عدم دعمهم لخدمات الطوارئ عشان الظروف كانت سيئة جداً. الطوارئ تم اغلاقه لسبعة أشهر، مواطنين المحمية لم يستطيعوا الوصول إلى إلى خدمات الطوارئ.خمسة أطفال ولدوا في سيارات الإسعاف لانه اقرب مستشفى يحتاج إلى 50 ميل بعيداً وتسعة أشخاص ماتوا في الطريق خلال وصولهم إلى مركز طوارئ آخر. مركز الخدمات الصحية أعلن في 14/تموز/2016 ان الطوارئ ستفتح في اليوم التالي.
الممثلة كريستي نوم اخذت السلطة لتحسين الاوضاع والمواطنين لمستشفى الخدمات الهندية وقد شهدت امام الكونغرس (الحكومة) الأمريكية لتأخذ الدعم من التشريعات.
‌
1. ↑   https://www.census.gov/tribal/?st=46&aianihh=3235. {{استشهاد ويب}}: |url= بحاجة لعنوان (مساعدة) والوسيط |title= غير موجود أو فارغ (من ويكي بيانات) (مساعدة)
2. ↑  GeoNames (بالإنجليزية), 2005, QID:Q830106